# Ilife
Ilife är en programsvit till Mac OS från Apple. Sviten innehåller Iphoto, Imovie, IDVD, Garageband och Iweb, som är produktiva för att sortera, visa och publicera digitalt innehåll (bilder, videklipp, musik och webbsidor). 
Ilife '09 släpptes 27 januari 2009 och kräver Mac OS X v10.5.6 "Leopard".

## Releasedatum och historik
| Version   | Presenterades                                  | Kostnad (amerikanska dollar) | OS X      | Iphoto | Itunes   | Imovie | IDVD  | Garageband | Iweb  |
| --------- | ---------------------------------------------- | ---------------------------- | --------- | ------ | -------- | ------ | ----- | ---------- | ----- |
| Ilife     | Macworld Conference & Expo den 3 januari 2003  | $49                          | 10.1      | 2      | 4        | 3      | 3     | -          | -     |
| Ilife '04 | Macworld Conference & Expo den 6 januari 2004  | $49                          | 10.2      | 4      | 4.2      | 4      | 4     | 1          | -     |
| Ilife '05 | Macworld Conference & Expo den 11 januari 2005 | $79                          | 10.3      | 5      | 4.7.1    | HD 5   | 5     | 2          | -     |
| Ilife '06 | Macworld Conference & Expo den 10 januari 2006 | $79                          | 10.3/10.4 | 6      | 6.0.2    | HD 6   | 6     | 3          | 1     |
| Ilife '08 | Speciellt sommar-föredrag den 7 augusti 2007   | $79                          | 10.4/10.5 | 7      | 7.6      | 7      | 7     | 4          | 2     |
| Ilife '09 | Macworld Conference & Expo den 6 januari 2009  | $79                          | 10.5      | 8      | 8.0.2.20 | 8      | 7.0.2 | 5          | 2.0.4 |

## Delar
- Iphoto - Ett program för organisering av digitala foton, med avancerade bildspel och användbara redigeringsfunktioner.
- Imovie - Ett extremt enkelt program för filmredigering, utan något som helst krav om förkunskaper inom ämnet.
- IDVD - Ett kraftfullt program för att skapa och bränna DVD-skivor.
- Garageband - Ett program för att skapa musik. Innehåller många färdiga loopar men man kan också spela in med hjälp av riktiga instrument.
- Iweb - Ett enkelt program för att skapa webbplatser.